# سول بامبا
سول بامبا (انگلیسی: Sol Bamba؛ زادهٔ ۱۳ ژانویهٔ ۱۹۸۵ – ۳۱ اوت ۲۰۲۴) بازیکن و مربی فوتبال اهل ساحل عاج بود.
وی همچنین در تیم‌های ملی فوتبال ساحل عاج بازی کرده است.

## زندگی شخصی و مرگ
بامبا با همسر انگلیسی خود کلوئه هنگام  بازی برای لستر آشنا شد. او سه فرزند داشت. یک پسر در سال ۲۰۰۹ از رابطه با یک زن اسکاتلندی متولد شد. بامبا چند زبانه بود و می‌توانست انگلیسی، فرانسوی، ایتالیایی، ترکی و «گویش عاج‌ای که پدرش در خانه استفاده می‌کرد» صحبت کند. در سال ۲۰۲۱، تشخیص داده شد که او مبتلا به لنفوم غیر هوچکین است و تحت درمان شیمی درمانی قرار گرفت. چهار ماه بعد در مه ۲۰۲۱، او اعلام کرد که از سرطان بهبود یافته. با این حال، همسرش در بیانیه‌ای که مدت کوتاهی پس از مرگ او منتشر کرد، فاش کرد که او در "چند سال گذشته" سرطان داشته است.
در ۳۰ اوت ۲۰۲۴، بامبا پس از بازی آدانا اسپور مقابل اف سی مانیسا بیمار شد. و به سرعت به بیمارستان دانشگاه جلال بایار مانیسا منتقل شد. او روز بعد در سن ۳۹ سالگی درگذشت.